# Augustin Schibig
Joseph Heinrich Augustin Schibig (* 22. Dezember 1766 in Schwyz; † 16. Januar 1846 ebenda) war ein Schweizer Priester.
Schibig studierte Theologie am Collegium Helveticum in Mailand und an der Universität Pavia. 1790 empfing er die Priesterweihe in Konstanz. Von 1791 bis 1795 war er Pfarrvikar in Wangen SZ, von 1795 bis 1806 Frühmesser und Schulmeister in Iberg und von 1806 bis 1843 Frühmesser und Spitalkaplan in Schwyz.